# Luke Spill
Luke Spill (1996) è un attore inglese.
Ha debuttato al cinema ad appena 8 anni nel film Neverland - Un sogno per la vita in cui interpreta uno dei quattro figli di Kate Winslet; per tale interpretazione ha avuto una gran fama ed ha vinto 2 Young Artist Awards nel 2005.

## Filmografia
- Neverland - Un sogno per la vita (2004)